# Яремчук Микола Анатолійович
Микола Анатолійович Яремчук (6 жовтня 1954) — український дипломат. Перший секретар Посольства України в Киргизькій Республіці. Тимчасовий повірений у справах України в Киргизькій Республіці.

## Біографія
Народився 6 жовтня 1954 року в селі Подолянське, Віньковецький район, Хмельницька область. У 1984 року закінчив Київський державний педагогічний інститут іноземних мов — вчитель англійської та французької мов; У 2009 році закінчив курси підвищення кваліфікації керівних кадрів дипломатичної служби у Дипломатична академія України при Міністерстві закордонних справ України. Володіє англійською, французькою мовами.
У 1995–1996 рр. — перший секретар Управління інформації МЗС України;
У 1996–1998 рр. — перший секретар Управління політичного аналізу та планування МЗС України;
У 1998–2001 рр. — перший секретар Посольства України у ПАР;
У 2002–2004 рр. — перший секретар відділу країн Африки Шостого територіального управління МЗС України;
У 2004–2008 рр. — перший секретар з економічних і консульських питань Посольства України в Кенії;
У 2005–2008 рр. — Тимчасовий повірений у справах України в Республіці Кенія;
У 2008–2010 рр. — радник відділу країн Центральної і Південної Африки Шостого територіального департаменту МЗС України;
У 2010–2011 рр. — начальник відділу країн Центральної і Південної Африки Шостого територіального департаменту МЗС України;
З грудня 2011 — перший секретар Посольства України в Киргизстані;
З березня 2014 — Тимчасовий повірений у справах України в Киргизькій Республіці;

## Дипломатичний ранг
- Радник другого класу.